# Freiberg
Freiberg è il capoluogo del circondario della Sassonia centrale, in Sassonia. Conta 40 485 abitanti.
Freiberg si fregia del titolo di "Grande città circondariale" (Große Kreisstadt).

## Storia
L'origine della città risale all'incirca all'anno 1170, in una zona di foresta primordiale. Nell'alto medioevo, Freiberg era la più grande città del margraviato di Meißen e un importante centro commerciale, famoso per la sua ricchezza d'argento. Nel 1765 venne fondata l'accademia mineraria, oggi università di Freiberg.

## Monumenti e luoghi d'interesse
- Duomo di Freiberg, Bella chiesa gotica eretta fra il 1484 e il 1512. Conserva dell'edificio precedente la Porta d'Oro, capolavoro della scultura romanica tedesca del 1230 circa.

## Infrastrutture e trasporti
È capolinea della linea S30 della S-Bahn di Dresda.

## Amministrazione

### Gemellaggi
- Amberg
- Clausthal-Zellerfeld
- Darmstadt
- Delft
- Gentilly, dal 1960
- Ness Ziona
- Príbram
- Walbrzych